# Jardines del Rey repülőtér
A Jardines del Rey repülőtér (IATA: CCC, ICAO: MUCC) egy nemzetközi repülőtér Kubában Cayo Coco közelében. 

## Futópályák
A repülőtér futópályái:
- 08/26 (3000 m, aszfalt)

## Forgalom
Az utasforgalom az elmúlt években az alábbi módon változott:

## Légitársaságok és úticélok
2023-ban a Jardines del Rey repülőtérről az alábbi járatok indulnak:
| Légitársaság         | Célállomások |
| -------------------- | --- |
| Aerogaviota          | Havana |
| Air Canada Rouge     | Montréal–Trudeau, Toronto–Pearson |
| Air Transat          | Montréal–Trudeau, Toronto–Pearson Szezonális: Halifax, Hamilton (ON), Ottawa, Québec City                                                                   |
| Azur Air             | Szezonális: Moszkva–Vnukovo |
| Cubana de Aviación   | Buenos Aires–Ezeiza, Havana |
| EuroAtlantic Airways | Szezonális charter: Lisszabon |
| Nordwind Airlines    | Szezonális charter: Moszkva–Seremetyjevo, Szentpétervár ( 2023. december 31.)                                                                               |
| OWG                  | Montréal–Trudeau, Toronto–Pearson |
| Sunwing Airlines     | Montréal–Trudeau, Québec City, Toronto–Pearson Szezonális: Fredericton, Halifax, Hamilton (ON), London (ON), Moncton, Ottawa, St. John's, Windsor, Winnipeg |